# Micrura scotica
Micrura scotica är en djurart som tillhör fylumet slemmaskar, och som beskrevs av Stephenson 1911. Micrura scotica ingår i släktet Micrura och familjen Lineidae. Inga underarter finns listade i Catalogue of Life.